# Site archéologique 49AF3
Le site archéologique 49AF3 est un site archéologique américain dans le borough de l'île Kodiak, en Alaska. Désigné par son trinomial Smithsonian, ce site occupé jusqu'à l'éruption du Novarupta en 1912 est situé au sein des parc national et réserve de Katmai en un emplacement exact conservé secret. Il est inscrit au Registre national des lieux historiques depuis le 17 février 1978.